# Лондон, Париз, Њујорк
Лондон, Париз, Њујорк индијски је филм из 2012. године.

## Улоге
| Глумац           | Улога          |
| ---------------- | -------------- |
| Али Зафар        | Никил Чопра    |
| Адити Рао Хидари | Лалита Кришнан |
| Далип Тахил      | Лалита отац    |
| Мантра           | Монти          |